# Озера (Конотопський район)
Озера — колишнє село в Конотопському районі Сумської області.

## Історія
Село підпорядковувалося Карабутівській сільській раді.
Зникло в період з 1972 по 1986 в зв'язку з переселенням жителів.